# Herdonia
Herdonia (Herdoniae, Herdonée, Herdonea ou encore Ardoneae) est une ancienne ville d'Apulie près du fleuve Cervaro, en Italie, aujourd’hui site archéologique.

## Situation
La ville se trouvait à environ 25 km au sud de Foggia, près de l'actuelle Ordona.

## Histoire
Elle est célèbre pour les deux batailles qui s'y sont déroulées en 210 av. J.-C. et en 212 av. J.-C. Hannibal y bat le prêteur Gneius Fulvius Flacus dans la première puis Cnaeus Fulvius Centunalus Maximus dans la seconde.

## Archéologie
Des recherches archéologiques montrent que le site était habité au début du IIIe siècle av. J.-C. Il possédait déjà une fortification de 13 m de haut avec un mur en terre armée de briques. Les sources écrites ne mentionnent Herdonia qu'à la fin du IIIe siècle av. J.-C., lorsque Hannibal remporte plusieurs fois des victoires sur les Romains (212 et 210 av. J.-C.) dans son voisinage, brûle la ville et tue ses habitants. Herdonia a cependant continué d'exister après la fin de la deuxième guerre punique, mais n'a acquis aucune importance majeure jusqu'au début de la période impériale. Au début du Ier siècle av. J.-C. l'enceinte de la ville a été renforcée. À l'époque impériale, Herdonia est une station importante à un croisement de la Via Traiana. Depuis l'époque d'Auguste, la ville s'est agrandie de manière monumentale. L'apogée d'Herdonia s'est terminée au IIIe siècle, lorsque de nombreux bâtiments publics ont été abandonnés ou reconstruits.
Herdonia est le siège d'un évêché depuis le Ve siècle (le diocèse continue d'exister sous la forme du diocèse titulaire d'Erdonia). Selon les découvertes, la ville a été habitée jusqu'au XVIIe siècle.
Outre les édifices publics de l'époque romaine, la vaste nécropole à l'extérieur de la ville, qui remonte à l'époque pré-romaine, présente un intérêt archéologique particulier.